# Vivinho
Welvis Dias Marcelino, conocido futbolísticamente como Vivinho (Uberlândia, 10 de marzo de 1961 - Río de Janeiro , 13 de septiembre de 2015) fue un futbolista brasileño, que jugaba en la posición de delantero.

## Biografía
Vivinho comenzó a jugar profesionalmente en 1983, defendiendo en el club local del Uberlândia. Jugó 26 partidos de la Série A y marcó cinco goles entre 1983 y 1986, ganando el Série B en 1984. Vivinho fichó por el Vasco en 1986, jugando 54 partidos de la Serie A y marcando 13 goles. Antes de abandonar Vasco en 1990, ganó el Campeonato Carioca en 1987 y 1988, y el Campeonato Brasileño de 1989. Vivinho fichó por el rival de Vasco: el Botafogo, dejando el club en 1993, con 52 partidos jugados y con cuatro goles. Posteriormente, jugó 10 partidos de la Serie A para el Goiás en 1993, marcando cuatro goles, para volver a Uberlândia en 1994 y retirándose en 1995 después de defender el Fortaleza.

### Selección
Vivinho jugó tres partidos para la Selección de Brasil en 1989. El primer partido lo jugó el 15 de marzo contra Ecuador. Su único gol con la carioca fue el 12 de abril contra Paraguay, en el último partido que jugó con la selección.

## Muerte
Vivinho murió el 13 de septiembre después de desmayarse en su casa. Fue llevado al hospital pero no sobrevivió. La causa de la muerte no ha sido revelada.

## Clubes
| Año       | Club          | Partidos | Goles |
| --------- | ------------- | -------- | ----- |
| 1983–1986 | Uberlândia    | 26       | 5     |
| 1986–1990 | Vasco da Gama | 54       | 13    |
| 1990–1993 | Botafogo      | 52       | 4     |
| 1993      | Goiás         | 10       | 4     |
| 1994      | Uberlândia    |          |       |
| 1995      | Fortaleza     |          |       |